# خرمگس درشت تیره
خرمگس درشت تیره که هم‌چنین به‌عنوان خرمگس‌های غول‌پیکر تاریک نیز شناخته شده است، یک گونه از خرمگس گازگیرنده است. این حشره، سنگین‌ترین حشره در قاره اروپا است.

## نگارخانه

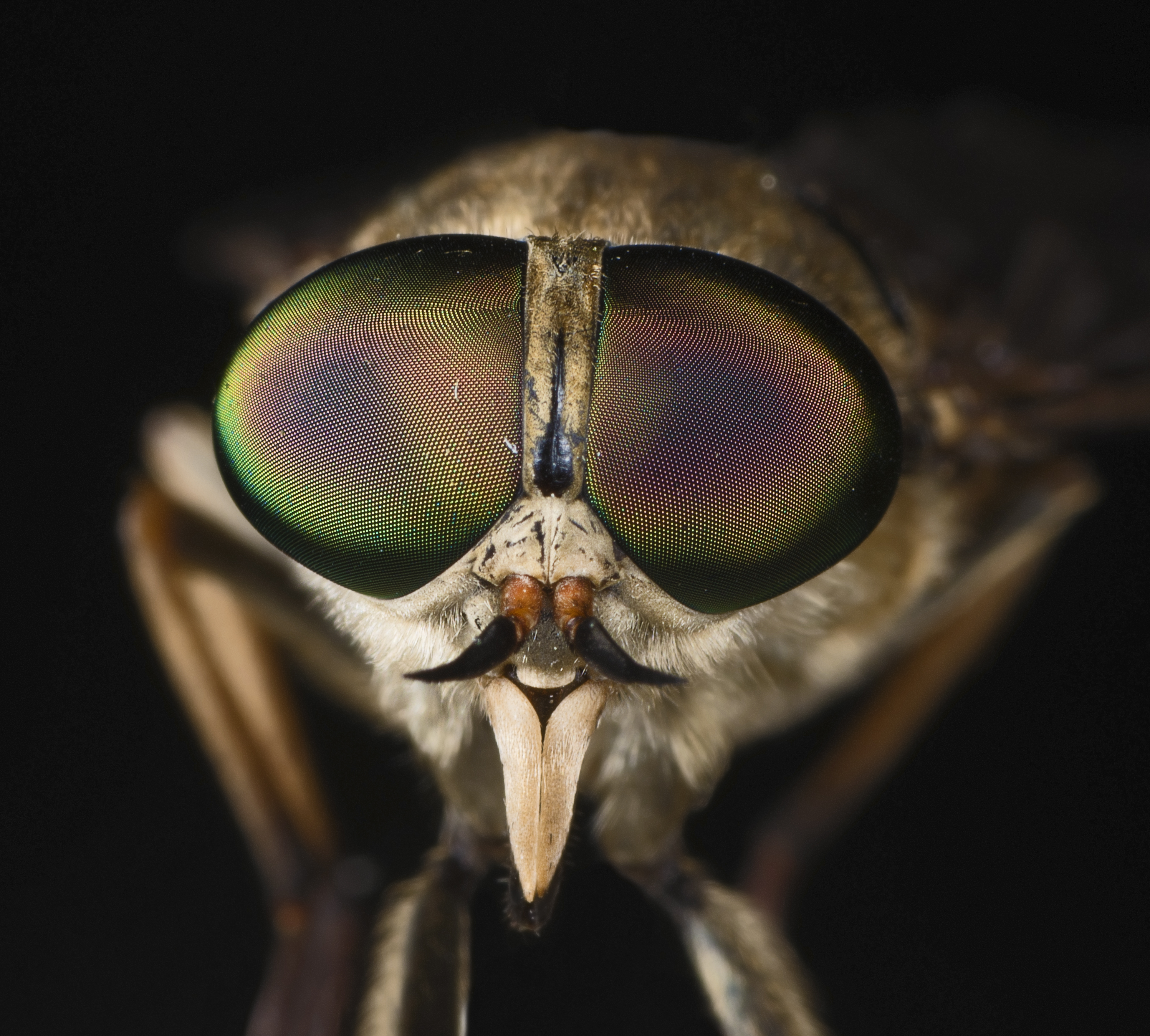
جزئیات سر
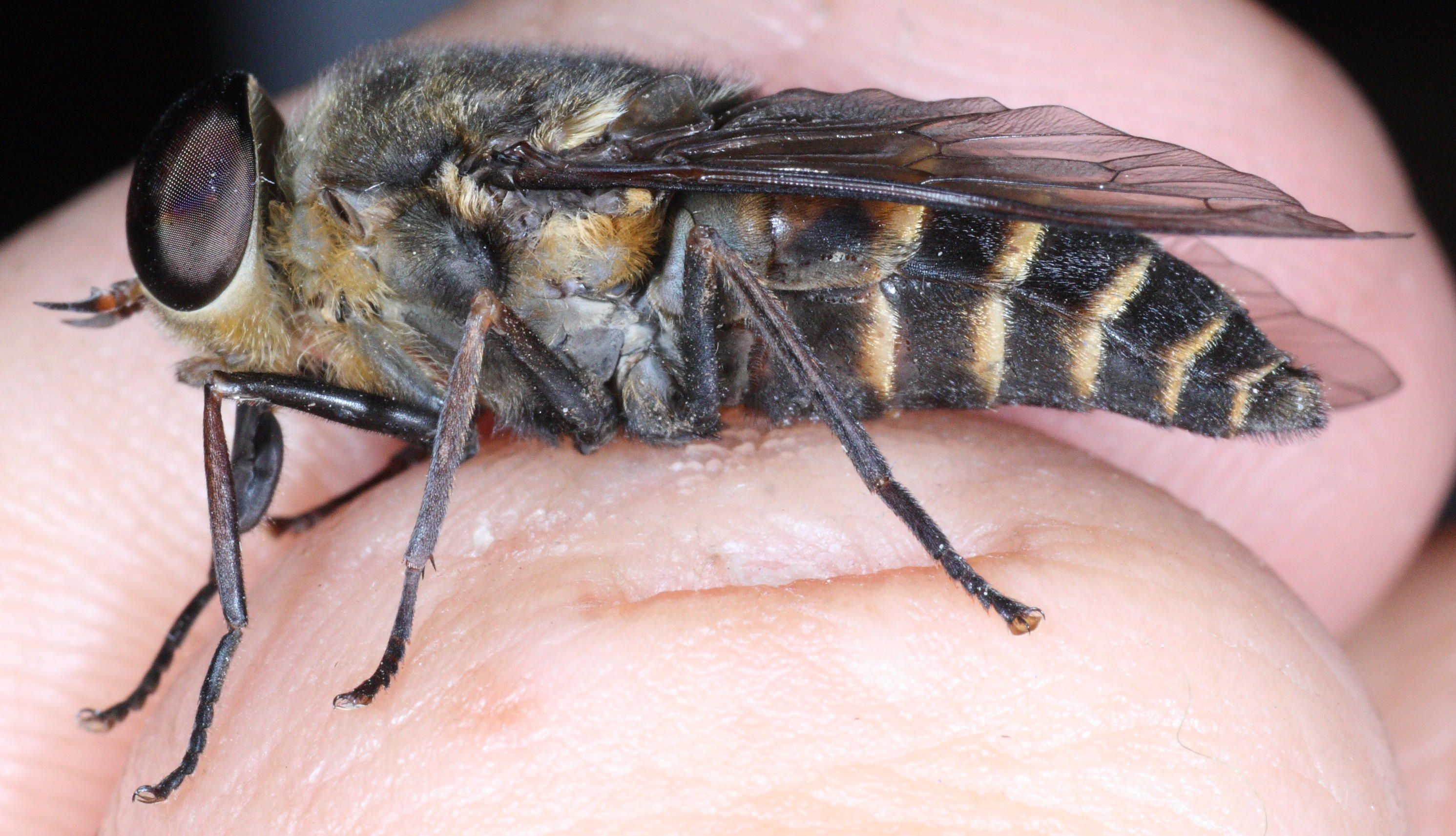
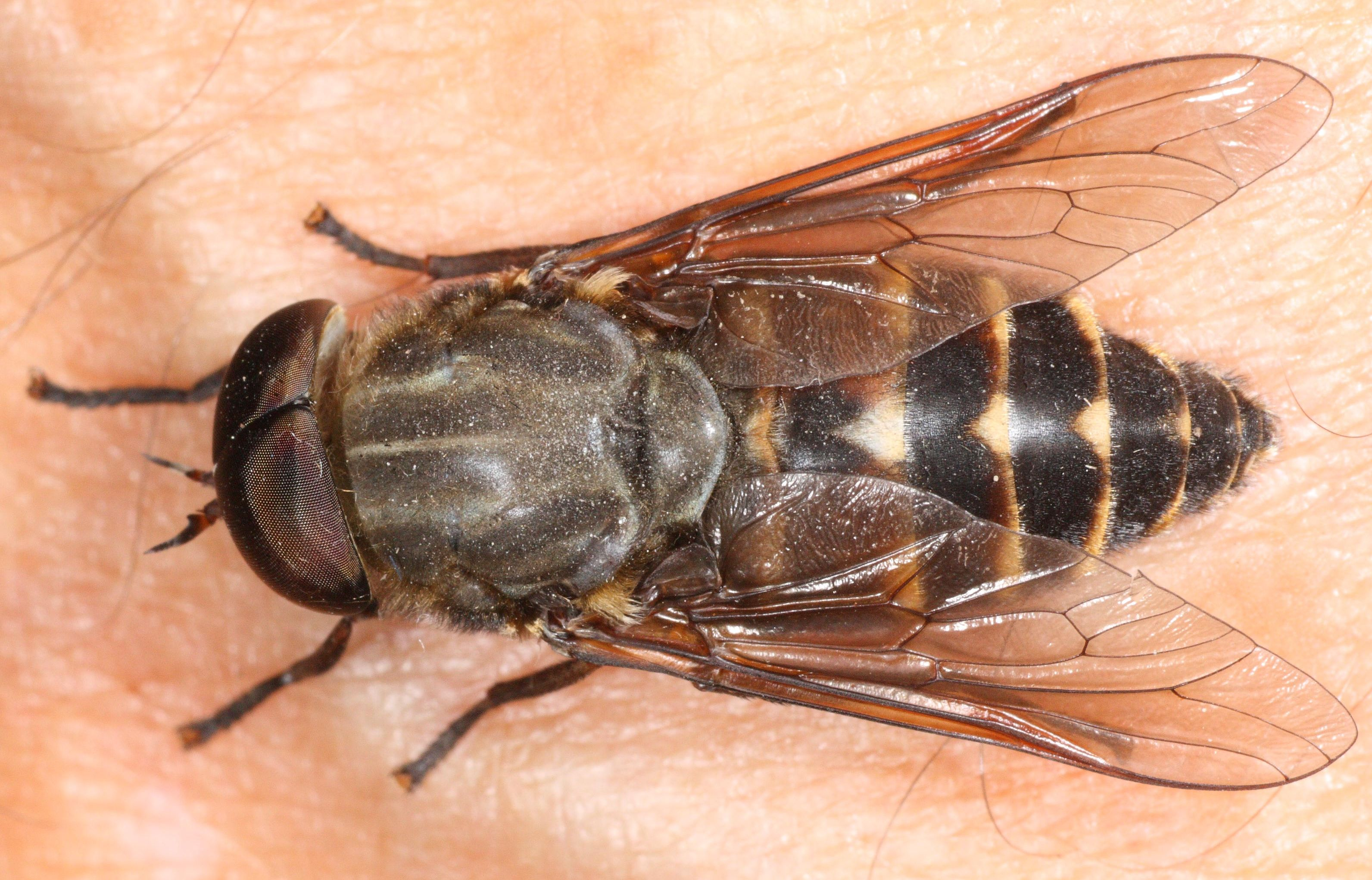